# Pain saucisse
Le pain saucisse est un aliment américain composé de saucisses et d'autres ingrédients roulés ou enfermés dans une pâte et cuits au four.
Le pain saucisse est généralement fabriqué à partir de pâte à pizza et comprend de la saucisse italienne, de la mozzarella (ou un substitut similaire de fromage) et d'autres ingrédients tels que des champignons, des oignons, d'autres légumes et diverses herbes, épices et sauces, selon la recette. Si l'on utilise de la pâte, la saucisse est généralement émiettée ou coupée, et est cuite, avec le fromage, à l'intérieur d'un long morceau de pâte à pizza roulée. La recette de Beth Hensberger, The Bread Bible, suggère de mettre les ingrédients sur un rectangle de pâte et dans le sens de la longueur, à la manière d'un rouleau de gelée, pour créer un pain à la saucisse étagé.
Le pain saucisse a été modifié en pudding de pain à la saucisse dans une recette du Los Angeles Times. 